# Karl Krause (Unternehmer)

Karl Krause

Karl Krause (* 29. November 1823 in Liemehna bei Eilenburg; † 3. März 1902 in Leipzig; vollständiger Name: Johann Gottfried Karl Krause) war ein Leipziger Unternehmer.

## Leben
Karl Krause war das elfte Kind des Landwirts Johann Gottfried Krause und seiner Frau Johanna Regina, geborene Heyer. Da sein Vater starb, als Karl erst acht Jahre alt war, hatte er eine sehr entbehrungsreiche Kindheit. 1838 ging er nach Leipzig und arbeitete als Laufbursche für das Café français des Konditors Wilhelm Felsche. Da er hier kein Weiterkommen sah, absolvierte er 1842 bis 1846 eine Schlosserlehre, nach deren Abschluss er auf Wanderschaft in den südwestdeutschen Raum und die Schweiz ging. 1848 wieder in Leipzig, arbeitete er bis 1855 als Geselle in mehreren Leipziger Maschinenfabriken. Nebenbei bildete er sich autodidaktisch fort.

Die Maschinenfabrik Karl Krause um 1900

Mit wenig angespartem Kapital und der Hilfe des Konditors Felsche eröffnete er 1855 in der Leipziger Erdmannstraße eine Reparaturwerkstatt für Maschinen des grafischen Gewerbes. Schon bald begann er, selbst solche Maschinen zu bauen, so ab 1855 Steindruckpressen, ab 1856 Kupferdruckpressen, Glätt- und Packpressen und ab 1857 Satinierwalzwerken. Seine Spezialität waren neben Anlagen der grafischen Industrie vor allem Papierschneidemaschinen und weitere Maschinen, die in Buchbindereien eingesetzt wurden wie ab 1857 Kniehebelpressen für den Blinddruck. Eine erste Vergrößerung seiner Fabrik erfolgte mit dem Umzug in die Inselstraße. 1857 errichtete er eine eigene Eisengießerei, und 1859 begann der Export seiner Erzeugnisse. Weitere Maschinen für die Einbandherstellung folgten, zum Beispiel 1867 Gold-, Blinddruck- und Prägepressen.

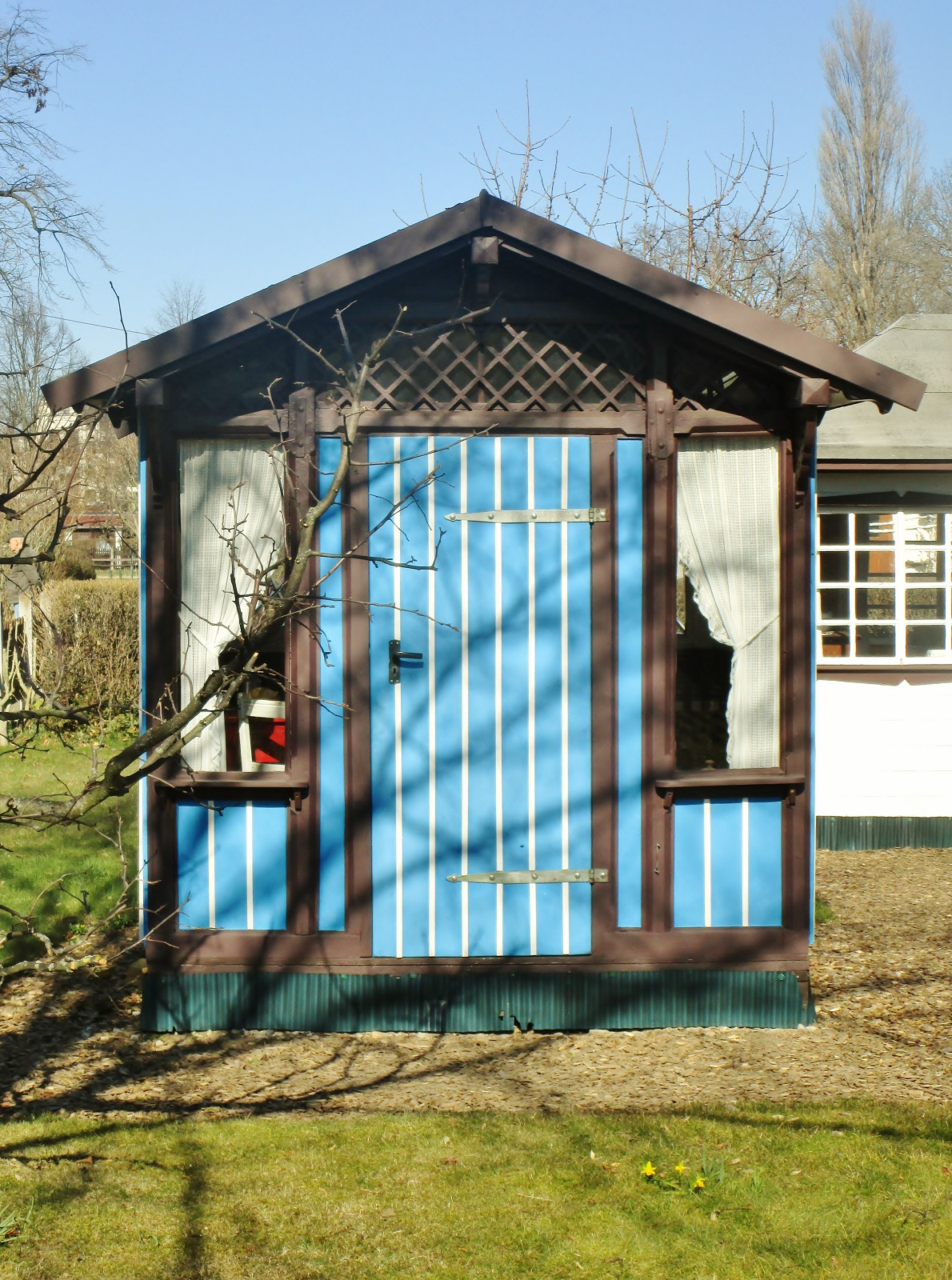
Krause-Laube

1873/1874 ließ er auf einem großen, von ihm 1870 erworbenen Gelände in dem östlich von Leipzig gelegenen Crottendorf eine neue Fabrik erbauen, die in der durch die Vereinigung mit Anger 1883 entstandenen Gemeinde Anger-Crottendorf bald der größte Arbeitgeber war und nach ihrer Eingemeindung 1889 ebenso für den neuen Leipziger Stadtteil. 1896 hatte die Fabrik 600 Beschäftigte. Sie wurde zu einem führenden Unternehmen der Branche. Die Firma trug mit ihren Produkten erheblich zur Mechanisierung und Industrialisierung des Buchbindergewerbes in Deutschland bei und forcierte damit die Verbreitung des Verlagseinbandes und damit die Verdrängung des manuellen Buchbindergewerbes.

Gesamtkatalog der Maschinenfabrik Karl Krause, Leipzig 1899
Titelblatt, Motto „Das beste Patent ist solide Arbeit“.
Titelillustration, Motto „Die ganze Welt ist mein Feld“
Blick in die dauernde Ausstellung von Maschinen für die gesamte Papierindustrie
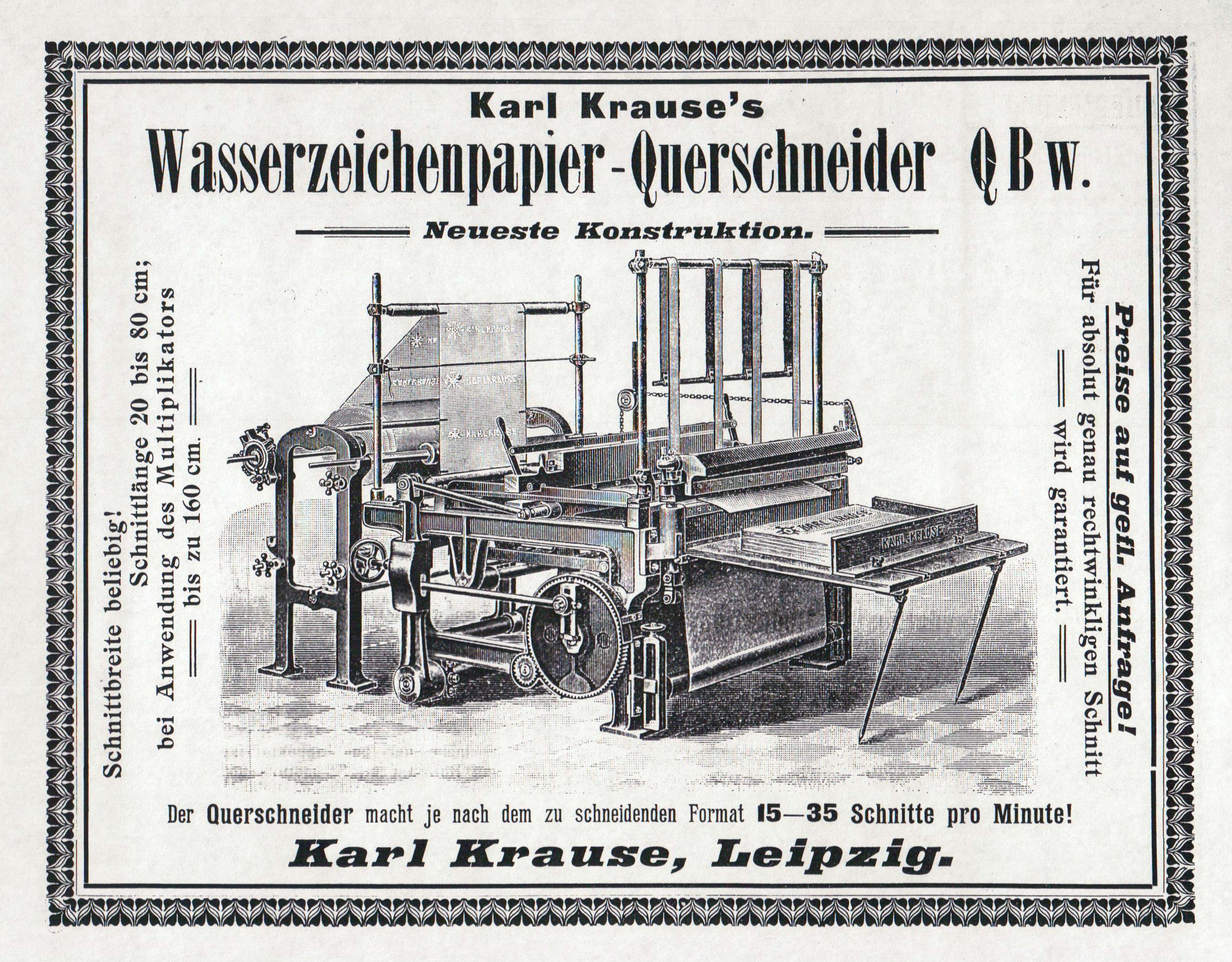
Annonce Karl Krause's Wasserzeichenpapier-Querschneider 1903

Karl Krause hatte 1857 in Gottscheina die aus diesem Dorf stammende Emilie Polter (1835–1911) geheiratet. Die gemeinsame Tochter Anna (1860–1930) heiratete Heinrich Biagosch (1855–1924). Die Familie Biagosch wohnte zusammen mit der Witwe Karl Krauses in einer 1906 auf dem Fabrikgelände errichteten Villa. Karl Krause und seine Angehörigen wurden im Krauseschen Erbbegräbnis in der VII. Abteilung des Neuen Johannisfriedhofs bestattet.
Im Deutschen Kleingärtner-Museum wird eine sogenannte Krause-Laube gezeigt, die 1896 im Kleingartenverein in Sellerhausen in Leipzig aufgestellt worden ist. Dieser Laubentyp wurde von der Maschinenfabrik Krause & Co. Leipzig gegen Ende des 19. Jahrhunderts zur einheitlichen Ausstattung der betriebseigenen Kleingartenanlagen entwickelt.
Karl Krause war Mitglied des Vereins Deutscher Ingenieure (VDI) und des Sächsischen Bezirksvereins des VDI.

## Ehrungen
- 1893 wurde Karl Krause der Ehrentitel Kommerzienrat verliehen.[2]
- Die nördlich am Betriebsgelände in Leipzig-Anger-Crottendorf verlaufende Straße trug von 1905 bis 1963 seinen Namen (jetzt Theodor-Neubauer-Straße).

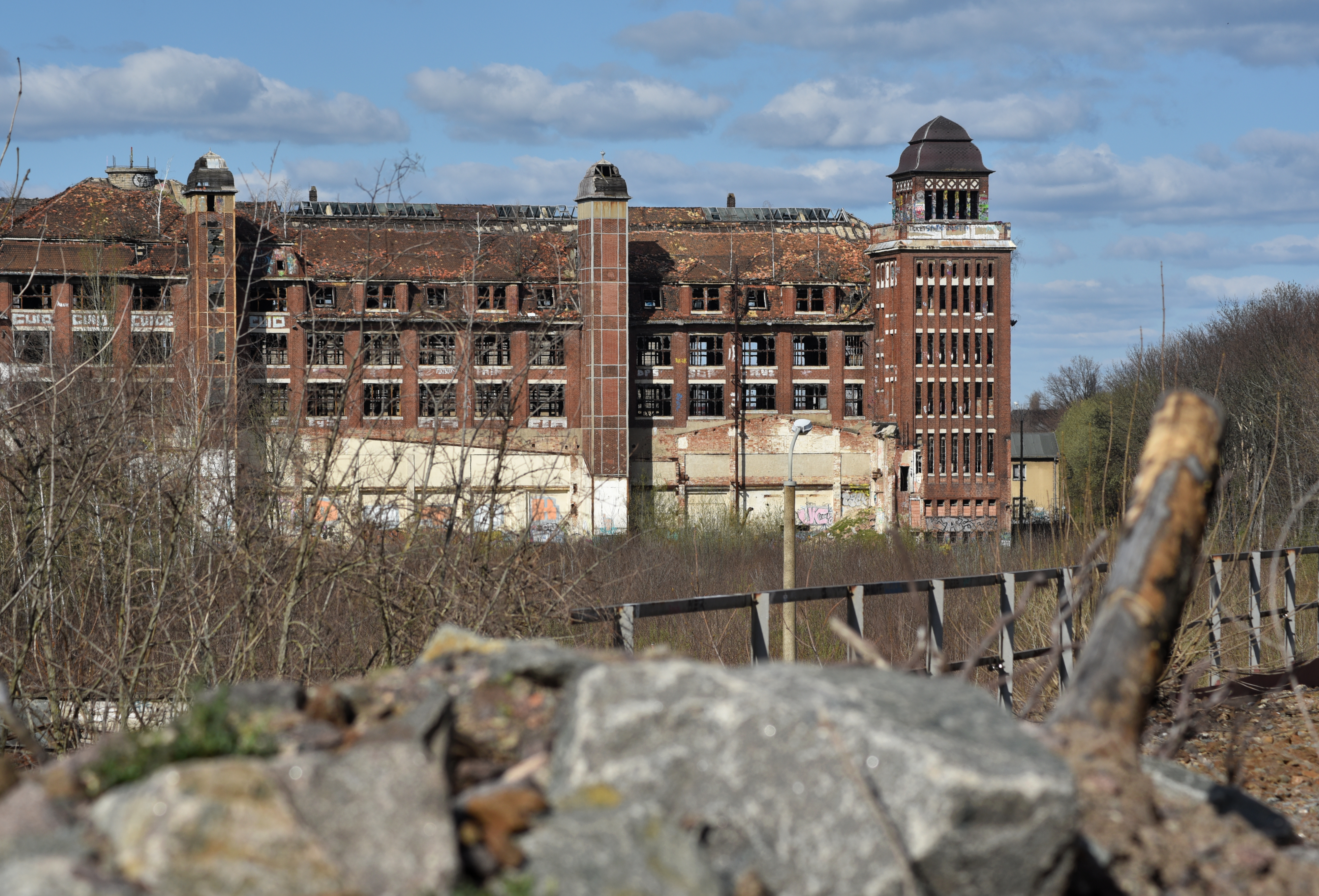
Ehemalige Maschinenfabrik Karl Krause im März 2020

## Folgen

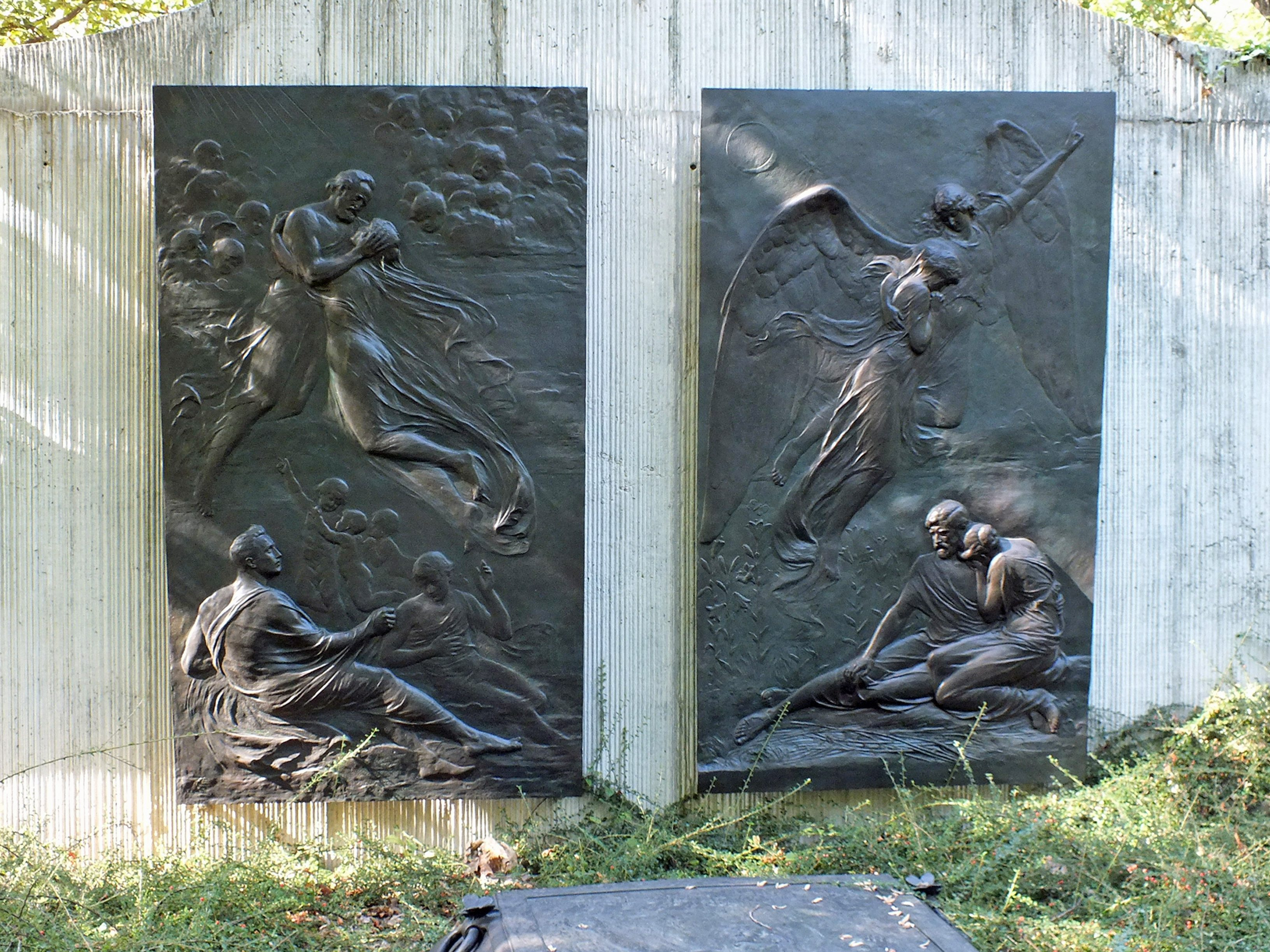
Die Reliefplatten der ehemaligen Grabstätte Karl Krauses auf dem Neuen Johannisfriedhof Leipzig, jetzt restauriert auf dem Alten Johannisfriedhof

Bereits 1893 war Heinrich Biagosch, der Ehemann von Karl Krauses Tochter, in die Firma eingetreten und leitete sie nach dem Tod des Schwiegervaters allein. Später übernahmen dessen Söhne die Firma. Diese vergrößerte sich weiter und hatte 1913 bereits 1500 Mitarbeiter.
Im Zweiten Weltkrieg erlitt das Werk Bombenschäden. Ab 1945 wurden zahlreiche Maschinen demontiert und im Rahmen der Reparationsleistungen in die Sowjetunion gebracht. 1948 wurde der Betrieb enteignet und war ab 1960 ein Teil des VEB Buchbindereimaschinenwerke Leipzig. Die ehemalige Fabrik Karl Krause überlebte bis 1994. Die leeren Fabrikanlagen wurden abgebrochen und das Gelände eingeebnet.
Die Familie Biagosch ging nach der Enteignung nach Bielefeld und gründete dort 1949 die Krause-Biagosch GmbH, die mit Besitzerwechsel seit 1975 zur Horstmann-Gruppe gehört. Krause-Biagosch ist bis heute ein führendes Unternehmen der graphischen Industrie.